# Siegfried von Ende
Siegfried Hans Adam Karl Freiherr von Ende (* 13. August 1851 in Oberwaldenburg; † 8. Februar 1926 in Berlin-Charlottenburg) war ein preußischer Generalleutnant.

## Leben

### Herkunft
Er war der Sohn des späteren Oberpräsidenten der Provinz Hessen-Nassau August von Ende (1815–1889) und dessen Ehefrau Eleonore, geborene Gräfin von Königsdorff (1831–1907).

### Militärkarriere
Nach seiner Erziehung im elterlichen Hause und dem Besuch des Maria-Magdalenen-Gymnasiums in Breslau trat Ende zu Beginn des Krieges gegen Frankreich am 27. Juli 1870 als Einjährig-Freiwilliger in das 3. Garde-Grenadier-Regiment „Königin Elisabeth“ der Preußischen Armee ein. Mit dem Regiment nahm er im Verlauf des Krieges an der Belagerung von Paris sowie den Kämpfen bei Le Bourget und Aulnay teil. Für sein Verhalten erhielt Ende das Eiserne Kreuz II. Klasse.
Nach der Kaiserproklamation wurde er am 22. Februar zum Portepeefähnrich ernannt sowie am 9. Mai 1871 zum Sekondeleutnant befördert. Ende absolvierte daraufhin bis Februar 1872 einen akademischen Lehrkursus in Berlin und wurde am 28. April 1874 zum Adjutanten und untersuchungsführenden Offizier des Füsilier-Bataillons ernannt. Daran schloss sich vom 19. August 1877 bis zum 5. August 1881 eine Verwendung als Regimentsadjutant sowie die zwischenzeitliche Beförderung zum Premierleutnant am 18. September 1880 an. Unter Stellung à la suite des Regiments fungierte Ende vom 10. Juni 1882 bis zum 17. September 1886 als Adjutant der 34. Infanterie-Brigade in Schwerin. Anschließend kehrte Ende als Hauptmann zum Garde-Grenadier-Regiment zurück, wurde Chef der 8. Kompanie und rückte mit seiner Beförderung zum Major am 27. Januar 1894 in den Regimentsstab auf.
Vom 22. März 1895 bis zum 21. Juli 1900 fungierte Ende als Kommandeur des I. Bataillons im 7. Thüringischen Infanterie-Regiment Nr. 96 in Altenburg und kam anschließend nach Schwerin zum Stab des Großherzoglich Mecklenburgischen Grenadier-Regiments Nr. 89. Dort wurde er am 18. August 1900 zum Oberstleutnant befördert und am 27. November 1902 mit der Führung des Füsilier-Regiments „Königin“ (Schleswig-Holsteinisches) Nr. 86 beauftragt. Unter gleichzeitiger Beförderung zum Oberst wurde Ende am 27. Januar 1903 zum Kommandeur dieses Verbandes ernannt. Am 14. April 1907 stieg er dann zum Generalmajor und Kommandeur der 35. Infanterie-Brigade in Flensburg auf, bis Ende schließlich am 7. August 1908 mit Pension unter Verleihung des Roten Adlerordens II. Klasse mit Eichenlaub zur Disposition gestellt wurde.
Mit Ausbruch des Ersten Weltkriegs stellte sich Ende sofort zur Verfügung, erhielt jedoch zunächst kein Kommando. Erst am 23. Januar 1915 wurde er zum Kommandeur der 35. Reserve-Infanterie-Brigade ernannt, die zu diesem Zeitpunkt beim IX. Reserve-Korps im Abschnitt Roye-Noyon lag. Zusätzlich fungierte Ende ab Frühjahr auch als Infanterie-Führer der 18. Reserve-Division und erhielt am 18. August 1915 den Charakter als Generalleutnant. Mit seiner Brigade nahm Ende an den Stellungskämpfen an der Loretto-Höhe, bei Vimy und Lens sowie der Schlacht an der Somme teil. Nachdem sie hier bei Pozières gekämpft hatte, wurde der Großverband aus der Front gezogen, lag einige Wochen zur Erholung bei Loos und trat dann ein weiteres Mal in die Schlacht ein. Dieses Mal erfolgte der Einsatz bei Bapaume.
Mit der Verleihung des Patents zu seinem Dienstgrad wurde Ende am 5. November 1916 zum Kommandeur der 50. Reserve-Division ernannt. Nach Stellungskämpfen bei La Bassée wurde die Division bis Ende des Jahres bei Grandcourt eingesetzt. Daran schloss sich eine vierwöchige Ruhezeit bei Valenciennes, Kämpfe im Serre-Abschnitt sowie im März/April 1917 der Rückzug in die Siegfriedstellung an. Dann nahm der Großverband an der Schlacht bei Arras teil. Anfang Juni wurde die Division abgelöst und kam zur 4. Armee nach Flandern. Als Armee- und Stoßreserve konnten sich seine Truppen in den Kämpfen bei Langemark, Passendale und St. Julien besonders bewähren und Ende erhielt für seine Leistungen am 26. August 1917 den Stern zum Roten Adlerorden II. Klasse mit Eichenlaub und Schwertern
Auch in den folgenden Kämpfen im Polygon-Wald bewährte sich Ende ein weiteres Mal und wurde auf Veranlassung seines Kommandierenden Generals Karl Dieffenbach am 31. Oktober 1917 mit dem Orden Pour le Mérite ausgezeichnet. Nach den verlustreichen Kämpfen bezog die Division einen ruhigeren Abschnitt bei Aubers. Während der Schlacht von Cambrai gelang es der Division, rund 200 Gefangene zu machen und fünf Maschinengewehre zu erbeuten. Danach bereitete sich der Großverband auf die Große Schlacht in Frankreich vor. Im Verband mit der 2. Armee führte Ende seine Division am 21. März 1918 in der Angriffsschlacht zwischen Gouzeaucourt und Vermand und machte dann die Verfolgungskämpfe im Sommegebiet mit. Nach der Einstellung der Offensive kämpfte die Division an der Ancre. Alters- und krankheitsbedingt wurde Ende am 27. Mai 1918 seines Kommandos enthoben und seine Mobilmachungsbestimmung am folgenden Tag aufgehoben.
Er verbrachte seinen Lebensabend daraufhin in Charlottenburg. Ende war Rechtsritter des Johanniterordens.

### Familie
Er hatte sich am 30. März 1876 in Carlshof in der Neumark mit Karoline Johannes verheiratet (1856–1932). Aus der Ehe gingen u. a. folgende Töchter hervor:
- Eleonore (1877–1931) ⚭ 1908 (geschieden) Wolfgang Claus
- Gerda (* 1885) ⚭ 1905 Ludwig von Tschirschnitz